# W-Wort
W-Wort ist eine gängige Bezeichnung für Fragewörter im Deutschen, nämlich Frageadverbien (Interrogativadverbien) und Fragepronomen (Interrogativpronomen). Die Bezeichnung kommt daher, dass ein auffälliger Zusammenhang besteht zwischen der Klasse von Wörtern, die einen Satz als Ergänzungsfrage kennzeichnen können, und dem Wortbeginn auf „W-“. In der Grammatik des Englischen besteht ein derartiger Zusammenhang ebenfalls, dort ist von „wh“-Wörtern die Rede (who, what, where, which …). Im Lateinischen beginnen die meisten Fragewörter mit „qu-“ (quis, quid, quo …, eine Ausnahme ist aber unde „woher“).
Dem deutschen Fragewort auf „W-“ entspricht oft ein Demonstrativum (Zeigewort) auf „D-“, siehe die Übersicht in der folgenden Tabelle (eine Ausnahme ist z. B. das Paar „wie – so“). In diesem Vergleich scheint es, dass das durchgängige Erscheinen von „W-“ durch eine eigene Funktion motiviert ist.
Im Deutschen können beide Serien von Wörtern auch mit Präpositionen in ein Wort zusammengezogen werden (Präpositionaladverb), z. B. „womit / damit“. Weitere, unregelmäßige Zusammenrückungen kommen auch vor, z. B. „inwieweit“.
Neben der Verwendung als Fragewort werden die W-Wörter auch als Relativpronomen bzw. -adverbien in freien Relativsätzen verwendet (z. B. „Wer meckert, fliegt raus.“ – „Du kannst sitzen, wo du willst.“). Sie erscheinen ebenfalls in Indefinita vom Typ „irgendwer, irgendwo, irgendwie“; hierbei kann vor allem in der gesprochenen Sprache der Teil „irgend-“ auch wegfallen, so dass W-Wörter auch direkt als Indefinita dienen können („Wenn wer wo was liegen lässt …“).
In der automatischen Sprachverarbeitung kann die Verwendung von W-Wörtern bislang nicht durch Verfahren des maschinellen Lernens erkannt, also durch Algorithmen klassifiziert werden.

## Übersicht
| Typ      | Art                                                         | W-Fragewort                                                       | D-Antwort                                                         |
| -------- | ----------------------------------------------------------- | ----------------------------------------------------------------- | ----------------------------------------------------------------- |
| Pronomen | personal (Maskulinum und Femininum), Nominativsubjekt       | wer, welche, welcher                                              | der/die, diese, dieser                                            |
| Pronomen | personal (Maskulinum und Femininum), Dativ-/Akkusativobjekt | wem, wen, welchen, welchem                                        | den/die, dem/der, diesen, diesem                                  |
| Pronomen | personal (Maskulinum und Femininum), Genitiv                | wessen                                                            | dessen/deren                                                      |
| Pronomen | apersonal (Neutrum), Subjekt / Objekt                       | was, welches                                                      | das, dieses                                                       |
| Adverb   | kausal                                                      | warum, weshalb, weswegen, wieso                                   | darum, deshalb, deswegen                                          |
| Adverb   | modal                                                       | wie, wieweit, wie viel                                            | so, soweit, soviel                                                |
| Adverb   | modal / instrumental / final (Präpositionaladverbien)       | wofür, wozu, womit, wodurch, worum, worüber, wobei, wovon, woraus | dafür, dazu, damit, dadurch, darum, darüber, dabei, davon, daraus |
| Adverb   | lokal                                                       | wo                                                                | da, dort                                                          |
| Adverb   | direktional                                                 | wohin, woher                                                      | dahin, daher                                                      |
| Adverb   | lokal / direktional als Präpositionaladverb                 | woran, worin, worauf, worunter, wovor, wohinter, woneben          | daran, darin, darauf, darunter, davor, dahinter, daneben          |
| Adverb   | temporal                                                    | wann                                                              | dann                                                              |